# Chrystus umywa nogi apostołom
Chrystus umywa nogi apostołom – fresk autorstwa Giotto di Bondone, namalowany ok. 1305 roku dla kaplicy Scrovegnich w Padwie.
Jeden z 40 fresków namalowanych przez Giotta w kaplicy Scrovegnich należący do cyklu scen przedstawiających życie Joachima i Anny, rodziców Marii oraz Chrystusa.

Fresk przedstawia motyw obmycia stóp apostołów przez Jezusa opisany w Nowym Testamencie, w Ewangelii Jana: 

 A wziąwszy prześcieradło nim się przepasał. Potem nalał wody do miednicy. I zaczął umywać uczniom nogi i ocierać prześcieradłem, którym był przepasany. Podszedł więc do Szymona Piotra, a on rzekł do Niego: "Panie, Ty chcesz mi umyć nogi?" Jezus mu odpowiedział: "Tego, co Ja czynię, ty teraz nie rozumiesz, ale później będziesz to wiedział". Rzekł do Niego Piotr: "Nie, nigdy mi nie będziesz nóg umywał". Odpowiedział mu Jezus: "Jeśli cię nie umyję, nie będziesz miał udziału ze Mną" (J.13 4-8)

Scena rozgrywa się w tym samym pomieszczeniu co poprzednia scena przedstawiona na fresku pt. Ostatnia wieczerza. Apostołowie tworzą krąg, w środku którego w centrum klęczy Jezus. Zbawiciel posługę zaczyna od Piotra, w stronę którego wyciąga rękę, błogosławiąc go. Między nimi nawiązuje się dialog, w którym Jezus nakazuje niesienie posługi innym.
Za Chrystusem stoi Jan trzymający w ręce pojemnik z wodą. Dalej kolejny apostoł zdejmuje obuwie i przygotowuje się do ceremonii oczyszczenia. Giotto każdej z postaci nadał indywidualny wyraz, każdy ma inną fryzurę, uczesanie i kształt brody.